# Симпелий (лунный кратер)
Кратер Симпелий (лат. Simpelius) — крупный древний ударный кратер в южной приполярной области видимой стороны Луны. Название присвоено в честь шотландского математика и лингвиста Хью Семпла (Симпелия) (1596—1654) и утверждено Международным астрономическим союзом в 1935 г. Образование кратера относится к донектарскому периоду.

## Описание кратера
Ближайшими соседями кратера являются кратер Морет на западе-северо-западе; кратер Курций на севере-северо-западе; кратер Манцини на северо-востоке; кратер Шомбергер на юго-востоке и кратер Шорт на юге-юго-западе. Селенографические координаты центра кратера 72°37′ ю. ш. 14°44′ в. д. / 72,61° ю. ш. 14,74° в. д., диаметр 68,9 км, глубина 5780 м.
Кратер Симпелий имеет близкую к циркулярной форму и умеренно разрушен. Вал сглажен и неравномерен по высоте, пики на западе, севере, востоке, юге-юго-востоке чередуются с понижениями. Внутренний склон вала значительно различается по ширине – южная часть северной приблизительно в два раза, в результате чего дно чаши смещено к северу кратера. Дно чаши кратера сравнительно ровное, отмечено множеством мелких кратеров.

## Сателлитные кратеры
| Симпелий | Координаты                                            | Диаметр, км |
| -------- | ----------------------------------------------------- | ----------- |
| A        | 69°54′ ю. ш. 16°06′ в. д. / 69,9° ю. ш. 16,1° в. д.   | 57,5        |
| B        | 75°10′ ю. ш. 10°06′ в. д. / 75,17° ю. ш. 10,1° в. д.  | 50,2        |
| C        | 72°38′ ю. ш. 5°23′ в. д. / 72,64° ю. ш. 5,38° в. д.   | 48,8        |
| D        | 71°34′ ю. ш. 8°17′ в. д. / 71,56° ю. ш. 8,29° в. д.   | 55,9        |
| E        | 70°00′ ю. ш. 10°36′ в. д. / 70° ю. ш. 10,6° в. д.     | 43,0        |
| F        | 68°41′ ю. ш. 16°44′ в. д. / 68,69° ю. ш. 16,73° в. д. | 27,1        |
| G        | 71°47′ ю. ш. 22°46′ в. д. / 71,78° ю. ш. 22,76° в. д. | 22,3        |
| H        | 67°56′ ю. ш. 15°20′ в. д. / 67,94° ю. ш. 15,34° в. д. | 28,7        |
| J        | 75°52′ ю. ш. 8°07′ в. д. / 75,86° ю. ш. 8,11° в. д.   | 17,5        |
| K        | 74°43′ ю. ш. 15°21′ в. д. / 74,71° ю. ш. 15,35° в. д. | 22,4        |
| L        | 70°26′ ю. ш. 6°32′ в. д. / 70,44° ю. ш. 6,53° в. д.   | 16,1        |
| M        | 70°31′ ю. ш. 16°20′ в. д. / 70,52° ю. ш. 16,33° в. д. | 6,8         |
| N        | 71°22′ ю. ш. 24°05′ в. д. / 71,36° ю. ш. 24,09° в. д. | 9,4         |
| P        | 75°17′ ю. ш. 3°59′ в. д. / 75,29° ю. ш. 3,98° в. д.   | 5,7         |

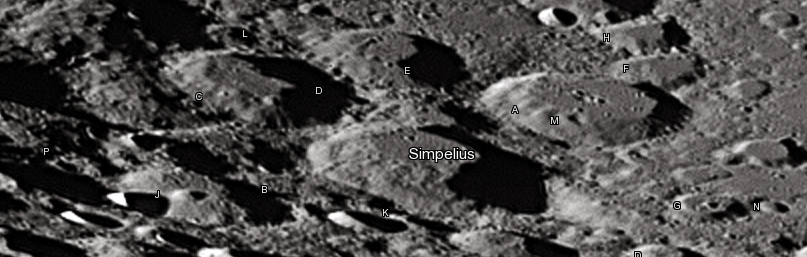
Снимок Девида Кемпбелла (1 февраля 2012 года)

- Сателлитный кратер Симпелий J обладает яркой отражательной способностью в радарном диапазоне 70 см, что объясняется небольшим возрастом кратера и наличием многих неровных поверхностей и обломков пород.

## См.также
- Список кратеров на Луне
- Лунный кратер
- Морфологический каталог кратеров Луны
- Планетная номенклатура
- Селенография
- Минералогия Луны
- Геология Луны
- Поздняя тяжёлая бомбардировка